# ماركي غونسالفيس فيريرا
ماركي غونسالفيس فيريرا (30 نوفمبر 1983 في البرازيل – )؛ هو لاعب كرة قدم سابق كان يلعب كمدافع.

## وصلات خارجية
- ماركي غونسالفيس فيريرا على موقع قاعدة بيانات كرة القدم.إي يو (الإنجليزية)
- ماركي غونسالفيس فيريرا على موقع Soccerway.com (الإنجليزية)